# Moselsürscher Fahrberg
Der Moselsürscher Fahrberg ist die einzige Weinlage des auf dem Maifeld liegenden Ortsteils Moselsürsch der Ortsgemeinde Lehmen an der Untermosel (Terrassenmosel). Sie liegt zwischen dem Lehmener Ausoniusstein und dem Katteneser Fahrberg. Der Lagenname weist auf eine Furt, Fähre oder Überfahrtstelle über die Mosel hin. Es handelt sich um eine terrassierte Steilstlage auf flachgründigem, steinigem Schieferquarzitverwitterungsboden (100 % steil). Die Gesamtfläche beträgt ~ 2 ha. Bewirtschaftet werden nur ungefähr 0,5 ha.
Die Hangneigung beträgt bis zu 70 %, in Richtung Ost (80 bis 150 m ü. NHN). Rebsorten: Riesling und Spätburgunder.